# Championnat de Tchécoslovaquie de football 1964-1965
Navigation
Saison précédente Saison suivante
La saison 1964-1965 du Championnat de Tchécoslovaquie de football est la 34e édition du championnat de première division en Tchécoslovaquie. Les quatorze meilleurs clubs du pays se retrouvent au sein d'une poule unique, la First League, où les formations s'affrontent deux fois, à domicile et à l'extérieur. À l'issue du championnat, les trois derniers du classement sont relégués et remplacés par les trois meilleurs clubs de II. Liga, la deuxième division tchécoslovaque.
C'est le club du AC Sparta Prague qui termine en tête du classement du championnat, avec sept points d'avance sur le Tatran Presov et dix sur le VSS Kosice. C'est le 15e titre de champion de l'histoire du club, le premier depuis 1954.
Le Dukla Prague, quadruple tenant du titre, ne prend que la 8e place à treize points du Sparta mais remporte un nouveau trophée à la suite de sa victoire en Coupe de Tchécoslovaquie.

## Les 14 clubs participants
| - Dukla Prague - AC Sparta Prague - Slovnaft Bratislava - SK Slovan Bratislava - Jednota Trencin - Tatran Presov - VSS Kosice | - Spartak ZJŠ Brno - SONP Kladno - Jiskra Otrokovice - Promu de II. Liga - FC Banik Ostrava - Slovan Teplice - Promu de II. Liga - FC Bohemians Prague - Spartak Trnava - Promu de II. Liga |

## Compétition

### Classement
Le barème utilisé pour établir le classement est le suivant :
- Victoire : 2 points
- Match nul : 1 point
- Défaite : 0 point

| Rang | Équipe                | Pts | J  | G  | N  | P  | Bp | Bc | Diff |
| ---- | --------------------- | --- | -- | -- | -- | -- | -- | -- | ---- |
| 1    | AC Sparta Prague      | 40  | 26 | 18 | 6  | 2  | 59 | 22 | +37  |
| 2    | Tatran Prešov         | 33  | 26 | 15 | 3  | 8  | 38 | 22 | +16  |
| 3    | VSS Košice            | 30  | 26 | 11 | 8  | 7  | 35 | 31 | +4   |
| 4    | Slovnaft Bratislava   | 29  | 26 | 11 | 7  | 8  | 33 | 22 | +11  |
| 5    | Jednota Trenčín       | 29  | 26 | 13 | 3  | 10 | 47 | 33 | +14  |
| 6    | ŠK Slovan Bratislava  | 28  | 26 | 7  | 14 | 5  | 35 | 26 | +9   |
| 7    | FC Baník Ostrava      | 28  | 26 | 11 | 6  | 9  | 44 | 33 | +11  |
| 8    | Dukla Prague (T) (C)  | 27  | 26 | 9  | 9  | 8  | 37 | 24 | +13  |
| 9    | Slovan Teplice (P)    | 25  | 26 | 12 | 1  | 13 | 31 | 53 | -22  |
| 10   | FC Spartak Trnava (P) | 24  | 26 | 8  | 8  | 10 | 33 | 36 | -3   |
| 11   | Spartak ZJŠ Brno      | 24  | 26 | 7  | 10 | 9  | 19 | 26 | -7   |
| 12   | SONP Kladno           | 18  | 26 | 6  | 6  | 14 | 31 | 44 | -13  |
| 13   | FC Bohemians Prague   | 17  | 26 | 5  | 7  | 14 | 29 | 48 | -19  |
| 14   | Jiskra Otrokovice (P) | 10  | 26 | 2  | 6  | 18 | 20 | 71 | -51  |

|  | Qualification pour la Coupe d'Europe des clubs champions 1965-1966                                |
|  | Qualification pour la Coupe des Coupes 1965-1966                                                  |
|  | Qualification pour la Coupe des villes de foires 1965-1966                                        |
|  | Relégation en II. Liga                                                                            |
|  | (T) Tenant du titre (C) Vainqueur de la Coupe du Tchécoslovaquie (P) : Promu de deuxième division |

## Bilan de la saison
| Championnat de Tchécoslovaquie de football 1964-1965 |                              |
| Champion                                             | AC Sparta Prague (15e titre) |
| Coupes et trophées                                   |                              |
| Vainqueur de la Coupe de Tchécoslovaquie 1964-1965   | Dukla Prague                 |
| Qualifications continentales                         |                              |
| Coupe d'Europe des clubs champions 1965-1966         | AC Sparta Prague             |
| Coupe des Coupes 1965-1966                           | Dukla Prague                 |
| Coupe des villes de foires 1965-1966                 | Spartak ZJŠ Brno             |
| Promotions et relégations                            |                              |
| Promus en I. Liga                                    | Spartak Hradec Králové       |
| Promus en I. Liga                                    | Lokomotiva Kosice            |
| Promus en I. Liga                                    | Slavia Prague                |
| Relégués en II. Liga                                 | SONP Kladno                  |
| Relégués en II. Liga                                 | FC Bohemians Prague          |
| Relégués en II. Liga                                 | Jiskra Otrokovice            |